# Compton’s Most Wanted
Compton’s Most Wanted — американская гангста-рэп группа из города Комптон, штат Калифорния. Группа была одной из пионеров жанра гангста-рэп, наряду с N.W.A. Лидером группы был рэпер MC Eiht (который позже озвучил Райдера из видеоигры GTA: San Andreas). У группы (также, как и у N.W.A) есть своя особенность — практически во всех песнях нет припева, вместо него DJ создаёт эффект «Заезженной пластинки».
12 сентября 2019 года группа объявила о возвращении после тринадцатилетнего перерыва и выпуске нового альбома Gangsta Bizness в прежнем стиле.

## Дискография
- 1990 — It’s a Compton’s Thang[англ.]
- 1991 — Straight Check ’Em[англ.]
- 1992 — Music to Driveby[англ.]
- 2000 — Represent[англ.]
- 2006 — Music to Gang Bang[англ.]
- 2019 — Gangsta Bizness